# Louis Vogel
Pour les articles homonymes, voir Vogel.
 (mars 2025).
Louis Vogel, né le 22 octobre 1954 à Sarrebruck, est un professeur de droit, avocat et homme politique français. Il est également membre de l'Institut de France. Il a présidé l'université Paris II Assas de 2006 à 2012 et la Conférence des Présidents d'université de 2010 à 2012.
Maire de Melun de 2016 à 2023 et président de la communauté d'agglomération Melun Val de Seine de 2014 (réélu dans ses deux fonctions en 2020), à 2023. Le 27 juin 2021, il est élu conseiller régional d'île de France. Le 24 septembre 2023, il est élu sénateur de Seine-et-Marne sous l'étiquette divers centre.

## Biographie

### Jeunesse et études
En 1985, il reçoit le titre de docteur d'État pour une thèse en droit défendue à l'université d'Assas.

### Carrière universitaire

#### Carrière au sein de l'Université Paris II Panthéon-Assas
Louis Vogel a enseigné le droit de la concurrence et le droit européen des affaires à l'université Paris-Panthéon-Assas. 
Il préside l'université Panthéon-Assas du 3 juillet 2006 au 20 juin 2012. Les réformes mises en œuvre à l’université Paris 2 sous sa présidence sont nombreuses : réalisation des grands travaux sur le centre Assas, création du Collège de droit, mise en place des bilicences (avec le Collège de La Sorbonne Paris 4 et l’UPMC),, création de la Maison du droit et du concours de plaidoirie, ouverture de la « Job Fair » aux autres facultés de droit, construction du Pôle de Recherche et d’Enseignement Supérieur (PRES) Sorbonne Université.

#### Présidence de la Conférence des présidents d'université
Il est élu président de la Conférence des présidents d'université (devenue France Universités) en décembre 2010. Il conserve cette fonction jusqu'à décembre 2012,. Durant son mandat, il cherche à faire de « la CPU [...] un acteur majeur de la reconfiguration de l'enseignement supérieur français, et de son entrée dans la compétition internationale ». À ce poste, il accompagne l'application de la loi LRU de Nicolas Sarkozy.

### Carrière professionnelle
Le 2 décembre 2015, le magazine GQ classe Louis Vogel et Joseph Vogel parmi les avocats les plus puissants de France et précise : « La liste de leurs clients paraît irréelle : Bouygues, TF1, Renault, PSA, GDF Suez, Chevrolet, Numericable-SFR, groupes Doux et Gad... Ces discrets avocats officient dans un secteur – la concurrence – où leurs clients risquent des millions d’euros. Ils veulent aussi « remettre le droit au cœur de la société », ont créé le Club d’Iéna et travaillent à des produits juridiques concernant l’intelligence artificielle. »

## Politique

### Maire de Melun et Président de la Communauté d'Agglomération Melun Val de Seine

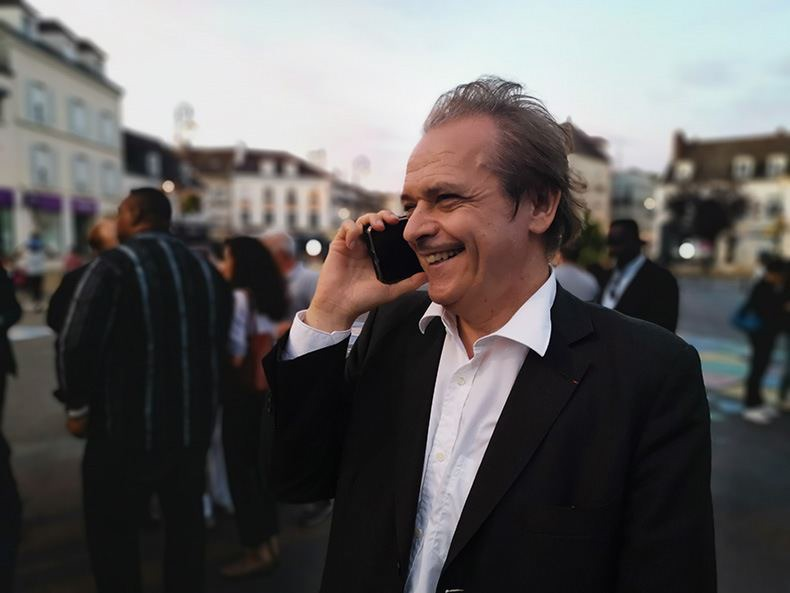
Louis Vogel, le 28 juin 2020, au soir de sa victoire aux élections municipales.

Le 7 avril 2016, il est élu maire de la ville de Melun et prend la suite de Gérard Millet, son prédécesseur élu en 2002.
Il est candidat à sa succession aux élections municipales du 28 juin 2020. Après être arrivé en tête dans tous les bureaux de vote lors du 1er tour à Melun, il est largement réélu en triangulaire (20 points devant le second, 30 points devant le troisième) avec 50,6 % des suffrages. Il est également facilement réélu Président de la Communauté d'Agglomération Melun Val de Seine le 10 juillet 2020.
Entre 2016 et 2023, la ville de Melun réduit sa dette de près de 10 millions d'euros, comme le souligne le compte administratif 2023 de la commune, tout en procédant à deux baisses de la part communale de la taxe foncière en 2019 (-3%) et en 2020 (-3%).
En parallèle, les investissements sont maintenus à un haut niveau (environ 19 millions d'euros de dépenses d'équipement par an sur la même période). Louis Vogel lance ou relance de grands chantiers: rénovation complète de la place Saint-Jean et création d'un cinéma en centre-ville, relance du TZen 2 ,, réaménagement complet du pôle gare de Melun, réalisation d'un guichet unique « Mairie+ » pour l'ensemble des démarches administratives, édification d'un réseau de pistes cyclables, ouverture d'un relais d'accès au droit, mise en place d'un plan de persévérance scolaire, jumelage avec le Musée du Louvre...
La Ville de Melun accroît également son action pour maintenir l'attractivité de ses commerces et notamment de son centre-ville: taxe sur les friches commerciales, préemption des locaux commerciaux, créations de boutiques à l’essai et de boutiques éphémères...
Concernant la sécurité, Louis Vogel engage d'importants moyens pour mettre la police municipale à niveau. Concrètement, entre 2016 et 2019, la police municipale passe de 16 à 38 agents (armés d'un pistolet 9 mm automatique), les horaires et les jours de présence sont étendus (de 6h30 à 2 heures le lendemain, sept jours sur sept), une brigade cynophile dotée de six chiens bergers malinois est créée et le nombre de caméras de vidéoprotection sur la voie publique est multiplié par deux (de 40 à 80). Pour suivre cette évolution majeure, la police municipale de Melun bénéficie d'un nouveau poste de police principal installé dans le quartier de Montaigu et inauguré en 2019. Il abrite également le tout nouveau centre de supervision urbaine. Enfin, Louis Vogel prend divers arrêtés municipaux afin d’amplifier l’arsenal juridique à disposition de la police municipale : lutte contre la mendicité, les troubles à l’ordre public, l’alcoolémie, et protection des mineurs notamment.
En 2019, à l'agglomération, Louis Vogel fait adopter la création d'une police intercommunale des transports chargée de lutter contre les incivilités qui perturbent le réseau de bus du territoire. En mars 2023, devant le succès du dispositif, la police des transports est transformée en police intercommunale de plein exercice.
En matière d'enseignement supérieur, alors que Melun compte déjà une antenne de l'Université Paris-Panthéon-Assas forte de 2500 étudiants, la Communauté d'agglomération Melun Val de Seine, présidée par Louis Vogel, installe en 2019, en partenariat avec l'Université Paris-Est-Créteil-Val-de-Marne, une faculté de santé. En complément, l'agglomération met en place un dispositif de bourse à destination des étudiants de deuxième année en contrepartie d'un engagement à exercer durant cinq ans au minimum sur le territoire comme médecin généraliste, spécialiste ou chirurgien-dentiste.
Une antenne du Conservatoire national des arts et métiers s'installe également en 2021 , complétant ainsi l'offre universitaire.

### Conseiller régional d'Ile-de-France

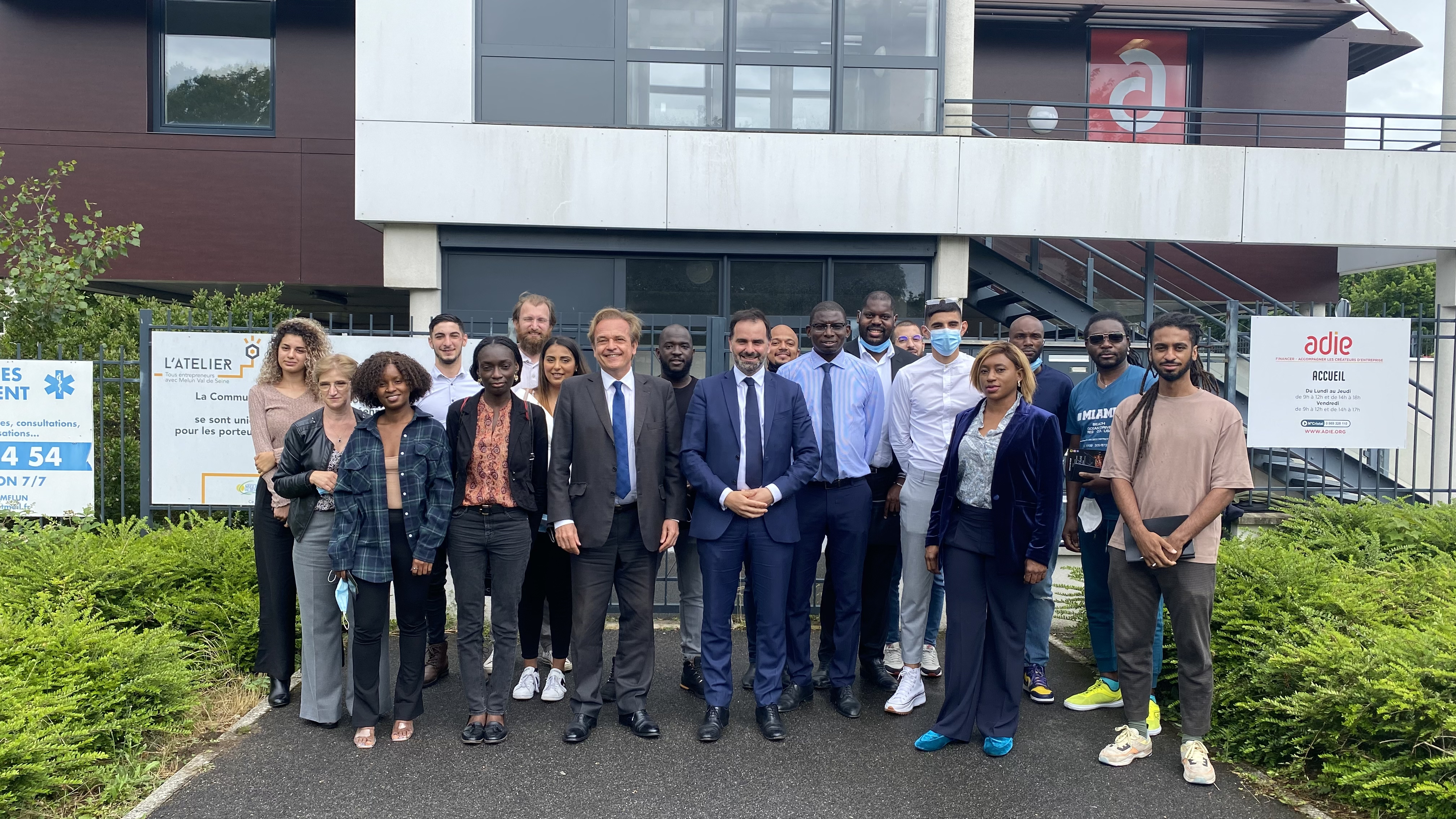
Louis Vogel et Laurent Saint-Martin en campagne dans un incubateur d'entreprises dans les quartiers "Politique de la Ville" à Melun

Lors des élections régionales de juin 2021, il se présente sur la liste Envie d'Île-de-France (LREM-Agir-MoDem-TdP-PE) portée par Laurent Saint-Martin, rapporteur du budget à l'Assemblée Nationale, dans la région Île-de-France. Il est tête de liste de la section électorale de Seine-et-Marne. La liste obtient 15 sièges et Louis Vogel est élu conseiller régional le 27 juin 2021.

### Relais«Enseignement supérieur et recherche»pour la majorité présidentielle
Nommé relais du Président de la République pour l’enseignement supérieur et la recherche le 28 janvier 2022, son rôle est d’aller sur le terrain à la rencontre de « l’écosystème » c'est-à-dire des universités, des organismes de recherche, des grandes écoles, des chercheurs et enseignants-chercheurs et des étudiants notamment.

### Sénateur de Seine-et-Marne
Louis Vogel et sa liste « Rassemblés pour la Seine-et-Marne »’ réalisent près de 15% des voix et décrochent un siège sur les six mis en jeu en Seine-et-Marne.

## Distinctions
- Chevalier dans l'Ordre national de la Légion d'honneur (2012)[48]
- Docteur honoris causa de l'université Humboldt de Berlin (20 février 2012)[49]
- Chevalier dans l’Ordre du Mérite culturel (Monaco) (2012)[50]
- Chevalier dans l’Ordre national du Mérite (2006)[51]
- Officier dans l’Ordre des Palmes Académiques (2005)[52]
- Membre de l'Institut de France au sein de l’Académie des sciences morales et politiques (27 janvier 2020)[53]

## Ouvrages
Classement par ordre chronologique de publication
- L'Université, une chance pour la France, PUF, 2010  (ISBN 978-2130585268)
- Traité de droit comparé : le droit de l'Occident et d'ailleurs (en collaboration avec A. Gambaro et R. Sacco), LGDJ, 2011  (ISBN 978-2275036717)
- Droit européen des affaires, Précis Dalloz, 2012  (ISBN 978-2247059140)
- Code de la concurrence : droit français et européen (LawLex/Bruylant 2015)
- Traité de droit économique. Tome 1, Droit de la concurrence, LawLex/Bruylant 2015 (traduit en anglais)
- Traité de droit des affaires : du droit commercial au droit économique, Ripert et Roblot, volume 1, LGDJ, 20th ed., mars 2016
- Justice Année zéro : 20 propositions pour la justice de demain (préface de Dominique Perben), Ramsay, 2016.
- Les 7 pêchés capitaux de l’Europe (préface de Franck Riester), Ramsay, 2018.
- Reconstruire l'Université, PUF, 2024  (ISBN 978-2-13-086174-4)